# Eddie Condon
Eddie Condon, właściwie Albert Edwin Condon (ur. 16 listopada 1905 w Goodland (Indiana), zm. 4 sierpnia 1973 w Nowym Jorku) – amerykański gitarzysta jazzowy.
Na początku lat 20. XX w. przeniósł się do Chicago. Od 1939 inicjował liczne jam sessions i koncerty jazzowe.
Współpracował m.in. z takimi muzykami jak: Bix Beiderbecke, Jimmy McPartland, Bud Freeman, Dave Tough.
W 1928 nagrywał z Louisem Armstrongiem i Fatsem Wallerem.

## Wybrana dyskografia
- Jam Session Coast to Coast (1953)
- Bixieland (1955)
- Live in Tokyo (1964)
- Jazz at the New School (1972)
- The Spirit of Condon (1979)
- Chicago Style (1985)